# Ogdoconta musculus
Ogdoconta musculus är en fjärilsart som beskrevs av William Schaus 1898. Ogdoconta musculus ingår i släktet Ogdoconta och familjen nattflyn. Inga underarter finns listade i Catalogue of Life.